# Olga Teriokhina
Olga Anatolievna Teriokhina (en russe : Ольга Анатольевна Терёхина) est une joueuse de volley-ball russe née le 6 avril 1986 à Obninsk (Kalouga). Elle mesure 1,76 m et joue au poste de libero. 

## Clubs
| Club               | De        | À         |
| ------------------ | --------- | --------- |
| Smolyanka Smolensk | 2004-2005 | 2005-2006 |
| VK Obninsk         | 2006-2007 | 2010-2011 |
| Omitchka Omsk      | 2011-2012 | 2013-2014 |
| VK Obninsk         | 2016-2017 | …         |